# Вив ла фет
Вив ла фет (свободен превод: Да живее купонът) е електронна група, създадена в град Гент, Белгия през 1997 г.
Ядрото на групата и нейни създатели са Дани Моман (китарист и вокалист) и Елс Пино (вокалист), които са романтично обвързани.

## Обща информация
Vive la Fête е създадена, когато Моман (тогава все още свирещ в белгийската рок група dEUS) се запознава с Пино. Двамата започват романтична връзка, която след време преминава и в професионална поради сходните им музикални интереси и творчески желания. Дуото записва няколко демозаписа, които впоследствие са издадени като EP, озаглавено „Je ne veux pas“ (познато още като „Paris“).
Първото им издание привлича известно внимание с отчетливото звучене на 1980-те години. Успехът ги спохожда след излизането на дебютния им дългосвирещ студиен албум „Attaque Surprise“ от 2000. Следващите им издания „Republique Populaire“ (2001) и „Nuit Blanche“ (2003) демонстрират както подобрения във вокалните и технически възможности на групата, така и привличат допънително внимание към тях, особено в модните среди, където бързо се превръщат в любимци на такива дизайнери като Карл Лагерфелд.
През 2004 г. излиза двойният им албум „Attaque Populaire“, като първият диск включва техните най-популярни песни, а вторият диск е компилация от ремикси. Оригиналното издание на този албум е в ограничен тираж от 500 винилови копия, но поради големия интерес звукозаписната компания на Vive la Fête пуска още копия.
През 2005 г. излиза албумът „Grand Prix“, който не успява да повтори успеха на предните им издания. На следващата година е издадено лимитирано издание на „Grand Prix“, включващо втори диск с непускани дотогава ремикси и записи от участия. В края на същата година на пазара е вече и ремикс-компилацията „Vive les Remixes“, която включва ремиксите от „Attaque Populaire“. Изданието е допълнено от концертната кавър версия на песента „Child In Time“ на Дийп Пърпъл.
Следващият им студиен албум „Jour de chance“ е първият албум на Vive la Fête, който се концентрира повече над електророка, отколкото над типичния за електроклаш/електропоп стил. Маман и Пино правят албум, който по-скоро звучи като тяхна концертна импровизация, демонстрираща афинитет към алтернативната електронна и рок музика.
През 2008 г. е издадена юбилейната компилация 10 Ans de Fête, която включва всичко най-доброто на групата от създаването ѝ дотогава.

## Дискография

### Албуми
- „Attaque Surprise“ (Surprise Records, 2000)
- „Republique Populaire“ (Surprise Records, 2001)
- „Nuit Blanche“ (Surprise Records, 2003)
- „Attaque Populaire“, компилация (Surprise Records, 2004)
- „Grand Prix“ (Surprise Records, 2005)
- „Vive les Remixes“, remix album (Surprise Records, 2006)
- „Jour de Chance“ (UWe, 2007)
- „10 Ans de Fête“ (Firme De Disque, 2008)
- „Disque d'Or“ (2009)

### EP-та
- „Paris – Je Ne Veux Pas“ (Kinky Star, 1998)
- „Tokyo“ (Surprise Records, 2000)
- „Schwarzkopf Remix“ (Surprise Records, 2004)
- „La Vérité“ (Surprise Records, 2006)